# Drop Dead Gorgeous (film)
Drop Dead Gorgeous är en amerikansk långfilm från 1999 i regi av Michael Patrick Jann, med Kirsten Dunst, Ellen Barkin, Allison Janney och Denise Richards i rollerna. Filmen spelades in på olika platser i Minnesota, exempelvis paradscenen är från Waconia.

## Rollista
| Kirsten Dunst        | – Amber Atkins               |
| Ellen Barkin         | – Annette Atkins             |
| Allison Janney       | – Loretta                    |
| Denise Richards      | – Rebecca 'Becky' Ann Leeman |
| Kirstie Alley        | – Gladys Leeman              |
| Sam McMurray         | – Lester Leeman              |
| Mindy Sterling       | – Iris Clark                 |
| Brittany Murphy      | – Lisa Swenson               |
| Amy Adams            | – Leslie Miller              |
| Laurie A. Sinclair   | – Michelle Johnson           |
| Shannon Nelson       | – Tess Weinhaus              |
| Tara Redepenning     | – Molly Howard               |
| Sarah Stewart        | – Jenelle Betz               |
| Alexandra Holden     | – Mary Johanson              |
| Brooke Elise Bushman | – Tammy Curry                |